# Tomáš Čížek
Tomáš Čížek (Děčín, 27 novembre 1978) è un ex calciatore ceco, centrocampista.

## Caratteristiche tecniche
Trequartista, può giocare anche come ala su entrambe le fasce.

## Carriera
Nel del gennaio 2002 lo Sparta Praga lo preleva per € 350.000, rivendendolo nel gennaio seguente ai russi del Rubin in cambio di € 0,5 milioni. Nella stagione 2006 passa all'FK Mosca per € 0,5 milioni.